# 400 mètres masculin aux Jeux olympiques d'été de 1960 (athlétisme)
Navigation
Melbourne 1956 Tokyo 1964
L'épreuve du 400 mètres masculin aux Jeux olympiques de 1960 s'est déroulée du 3 au 6 septembre 1960 au Stade olympique de Rome, en Italie.  Elle est remportée par l'Américain Otis Davis.

## Résultats

### Finale
| Rang               | Athlète        | Pays                       | Temps            | Notes |
| ------------------ | -------------- | -------------------------- | ---------------- | ----- |
| Médaille d'or      | Otis Davis     | États-Unis                 | 44 s 9 (45 s 07) | WR    |
| Médaille d'argent  | Carl Kaufmann  | Équipe unifiée d’Allemagne | 44 s 9 (45 s 08) | WR    |
| Médaille de bronze | Malcolm Spence | Afrique du Sud             | 45 s 5 (45 s 60) |       |
| 4                  | Milkha Singh   | Inde                       | 45 s 6 (45 s 73) | NR    |
| 5                  | Manfred Kinder | Équipe unifiée d’Allemagne | 45 s 9 (46 s 04) |       |
| 6                  | Earl Young     | États-Unis                 | 45 s 9 (46 s 07) |       |